# Anopheles ejercitoi
Anopheles ejercitoi este o specie de țânțari din genul Anopheles, descrisă de Jose Christopher E. Mendoza în anul 1947.
Este endemică în Filipine. Conform Catalogue of Life specia Anopheles ejercitoi nu are subspecii cunoscute.